# Рахимов, Тура
Тура́ Рахи́мов (узб. Тўра Раҳимов; 15 июня 1929 года, кишлак Томадургод — 12 ноября 1988 года) — бригадир колхоза «40 лет Октября» Янгиарыкского района Хорезмской области, Узбекская ССР. Герой Социалистического Труда (1966). Кандидат в члены ЦК Компартии Узбекистана.

## Биография
Родился в 1929 году в крестьянской семье в кишлаке Томадургод. Трудовую деятельность начал бухгалтером в колхозе «40 лет Октября» Янгиарыкского района. После срочной службы в Советской Армии возвратился в родной колхоз, где трудился бригадиром.
В 1965 году бригада Тура Рахимова досрочно выполнила плановые задания Семилетки (1959—1965). Указом Президиума Верховного Совета СССР от 30 апреля 1966 года удостоен звания Героя Социалистического Труда с вручением Ордена Ленина и золотой медали Серп и Молот.
Позднее работал заведующим фермой, заместителем председателя в этом же колхозе, председателем местного сельсовета.
Избирался делегатом XIX конференции, XXI съезда Компартии Узбекистана и членом в кандидаты ЦК Компартии Узбекистана. Участвовал в работе IV Всесоюзного съезда колхозников.
С 1984 года возглавлял хлопководческую бригаду. Скончался в ноябре 1988 года.